# Blakely, Georgia
Blakely är en stad (city) i Early County, i delstaten Georgia, USA. Enligt United States Census Bureau har staden en folkmängd på 4 966 invånare (2011) och en landarea på 45,5 km². Blakely är huvudort i Early County.